# Saint Phanourios
Saint Phanourios (grec ancien : Άγιος Φανούριος) (Ecrit parfois Saint Fanourios), est un saint de la religion orthodoxe. Sa fête est célébrée le 27 août. Il est considéré comme le saint patron des objets perdus.
Le jour de la Saint-Phanourios  et réputé pour intercéder en faveur de celui qui confectionne une fanourópita ce jour-là en l'aidant à retrouver ce qu'il a égaré.